# Szahada

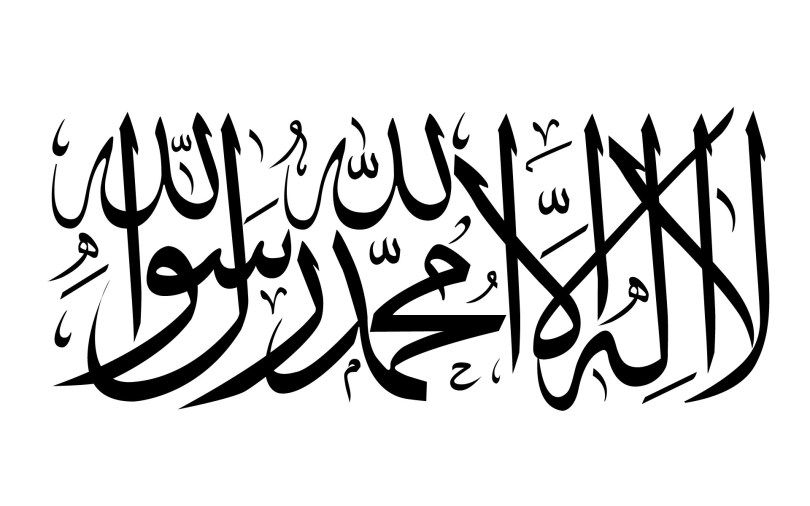
Stylizowany zapis szahady

Szahada (arab. شهادة, šahāda) – muzułmańskie wyznanie wiary, będące jednym z pięciu obowiązków każdego muzułmanina (w islamie sunnickim). Szyici także wiążą szahadę ze swoimi filarami wiary.
Składa się ono ze słów w języku arabskim:
لَا إِلٰهَ إِلَّا الله مُحَمَّدٌ رَسُولُ الله (lā ʾilāha ʾillā-llāh, muḥammadun rasūlu-llāh),
tzn. „Nie ma bóstwa prócz Boga, a Mahomet jest Jego Prorokiem”.
W islamie szyickim wyznanie wiary jest czasem uzupełniane o odniesienie do imama Alego: 
وعليٌ وليُّ الله (wa ʿalījjun walījju-llāh),
tzn. „a Ali jest walim Boga”.
Świadome, szczere i celowe, publiczne jego wypowiedzenie, czyli danie świadectwa wiary decyduje o przyjęciu islamu przez daną osobę. Po wypowiedzeniu szahady wszystkie grzechy „poprzedniego życia” znikają, a człowiek rodzi się na nowo. Słowa wyznania wiary znajdują się w każdej modlitwie muzułmańskiej i stanowią podstawowy dogmat wiary.

## Warunki wyznania wiary
Warunki konieczne dla uznania wyznania wiary za ważne:
- mądrość i wiedza (arab. العلم al-ʿilm) o tym, co ta religia potwierdza, a co neguje;
- pewność (arab. اليقين al-jaqīn);
- szczerość (arab. الإخلاص al-iẖlaṣ);
- prawdomówność (arab. الصدق aṣ-ṣidq);
- miłość (arab. المحبة al-muḥabba) – umiłowanie Boga Jedynego ponad wszystko;
- poddanie się (arab. الانقياد al-inqijad) woli Bożej.

## Galeria
Szahada na flagach państw i organizmów quasi-państwowych:

Flaga Arabii Saudyjskiej
Flaga Afganistanu
Flaga Somalilandu
Flaga Unii Trybunałów Islamskich